# 박구 (고려)
박구(朴球: 미상~1289년 8월 21일(음력 8월 5일))는 고려 후기의 무신이다. 원나라의 일본 원정에 참여했다. 그의 조상은 부유한 상인이었는데, 박구가 그 재산을 물려받아 그가 살았던 때에 큰 부자[饒財]라고 불렸다.

## 약력
- 생년: 미상. 울주(蔚州: 오늘날 울산광역시)에 속한[4] 갑화부곡(甲火部曲: 오늘날 부산광역시 기장군으로 추정[5])에서 태어남.[6]
- 고종 재위기: 군인이 됨.[7]
- 원종 재위기: 상장군(上將軍: 정3품)으로 임명받음.[3]
- 1276년(충렬왕 2): 원나라의 사신이 다루가치 석말천구를 문초했지만 자복하지 않자 옥에 갇힘. 충렬왕이 박구를 보내 석방을 요청하자 이내 풀려남.[8]
- 1278년(충렬왕 4): 우승지(右承旨: 정3품)로 임명받음.[9]
- 1279년(충렬왕 5): 밀직부사(密直副使: 밀직사 종2품)로 임명받음.[10]
- 1280년(충렬왕 6): 김주정(金周鼎)과 함께 동지밀직사사(同知密直司事: 종2품)로 임명받음.[11]
- 1283년(충렬왕 9): 황제의 생일을 축하하려 원으로 감.[12]
- 1289년(충렬왕 15): 찬성사(贊成事: 첨의부 정2품)로 죽음.[1][3]

## 전기 자료
- 《고려사》 권104, 〈열전〉17, 김방경 부 박구